# Ходько Юрійович
Ходько Юрійович герба Костеша (лат. Chodko Juriowicz) — знатний православний боярин Великого князівства Литовського, першопредок Ходкевичів. 

## Життєпис
Народився в кінці XIV століття. Вперше згадується у 1415 році як очільник посольства вел. кн. Вітовта до польського короля Владислава II Ягайла. З 1422 обіймав уряд полоцького намісника.   
Аналіз маєткових документів показав, що Ходко Юрійович мав володіння в околицях Городна, Ґрудки та Супраслі.   
Вперше Ходко згадується в письмових джерелах у 1422 році, коли він був одним з підписантів Мельнської мирної угоди. Тоді він був регентом у Полоцьку. Серед близько 120 свідків угоди Ходько був 104-м.  
1431 року Ходко був у складі литовської делегації до польського короля Ягайла. У червні 1431 року він був учасником Христмемельської мирної угоди між Свидригайлом і Тевтонським орденом. Угода створила антипольський союз і розпочав польсько-тевтонську війну (1431–1435). З дев'яти підписантів з боку Великого князівства Литовсько-Руського Ходко Юрійович був сьомим і єдиним русином. 
8 грудня 1432 р. Ходко воював у битві під Ошмянами разом зі Свидригайлом і потрапив у полон. У лютому 1434 року Ходко Юрійович був свідком відновлення Сигізмундом Кейстутом і Яґайлом Гродненської унії. З 41 печатки, прикріпленої до угоди, герб Ходка Костеша був 9-м. Відповідно до Гродненської унії шляхта Великого князівства Литовського і Руського урівнювалась в правах з польською, а 47 литовсько-українських шляхетських родів прийняли польські герби. Проте українська православна шляхта і бояри були виключені з цієї угоди. Ходко Юрійович залишався впливовим державним діячем у внутрішній політиці Великого князівства Литовського і Руського, та разом із воєводами Трокайським і Віленським роздавав велдомих (клас залежних селян) іншим шляхтичам. Його ім'я зникло з писемних джерел у 1447 році.
Ходко Юрійович помер після 1447 р. Його спадкоємцями вважаються Іван Ходкевич. 